# Парачо-де-Вердуско
Парачо-де-Вердуско (исп. Paracho de Verduzco) — небольшой город в Мексике, в штате Мичоакан, входит в состав муниципалитета Парачо. Население 16 816 человек.[когда?]

## Описание
Парачо хорошо известен как в Мексике, так и во всем мире как центр производства струнных музыкальных инструментов. Это связано с тем, что городские мастера, как известно, изготавливают самые хорошо звучащие гитары и виуэлы во всей Мексике.
В городе полно музыкальных магазинов, торгующих струнными инструментами ручной работы. Вот некоторые инструменты, которые можно найти в Парачо: десятиструнные мандолины, гитары с поддержкой броненосца и мандолины, акустические бас-гитары, а также обычные классические гитары и мандолины, баджо-сексто, виуэлы, гитарроны и многие другие. Многие магазины и мастерские позволяют посетителям непосредственно наблюдать за процессом изготовления гитары.